# هونگر ۲۷۸۴۶
سیارک ۲۷۸۴۶ (به انگلیسی: 27846 Honegger، نامگذاری:1994TT16) بیست و هفت هزار و هشتصد و چهل و ششمین سیارک کشف شده‌است که در ۵ اکتبر ۱۹۹۴ کشف شد.